# Sylwester
Sylwester – imię męskie pochodzenia łacińskiego. Wywodzi się od łac. silvestris oznaczającego „żyjący w lesie”, „dziki”. Poświadczone w Polsce od 1220 roku. Dawniej uważano, że imię Lasota powstało jako odpowiednik znaczeniowy Sylwestra, jednak Lasota jest poświadczony na ziemiach polskich w dokumentach wcześniej i był szerzej nadawany. Odnotowano dziesięciu świętych Sylwestrów, patronów tego imienia.
Staropolskie formy i zdrobnienia tego imienia: Sylwester, Fester (por. niem. Vester), Syc, Syc(z)ek, Syc(z)ko, Sych, Sychno, Sychta, Sysz, Syszek, Syszka (masc.), Syszko (formy na Sy- możliwe także od innych imion, takich jak Sykstus i Sylwan).
Według stanu na koniec 2012 roku w Polsce było zameldowanych 57 373 mężczyzn noszących to imię; w tym 3897 było także urodzonych w dniu 31 grudnia. Najwięcej Sylwestrów było zameldowanych w województwie mazowieckim (10293), łódzkim (6692) i śląskim (4714); najmniej zaś – w województwie opolskim (1006), lubuskim (1327) i podlaskim (1560). W roku 2012 najstarszy w Polsce Sylwester miał 104 lata i był mieszkańcem województwa opolskiego. W latach 2008–2012 częstotliwość nadawania imienia Sylwester malała – od 133 osób w 2008 po 73 w 2012. W roku 2012 najliczniej reprezentowany był Sylwester w grupie wiekowej 19–35 lat (22 478 osób). Najmniej licznie Sylwester występuje w grupie wiekowej do 18 lat – niecałe 5000 oraz w grupie powyżej 65 lat – niecałe 4000 osób.
Żeński odpowiednik: Sylwestra.

## Imieniny
- 2 stycznia, jako wspomnienie św. Sylwestra z Troiny,
  - (Kościół prawosławny) jako wspomnienie papieża Sylwestra I.
- 15 kwietnia, jako wspomnienie św. Sylwestra, opata z Réomé,
- 10 maja, jako wspomnienie św. Sylwestra, biskupa Besançon,
- 9 czerwca, jako wspomnienie św. Sylwestra z Val di Sieve,
- 20 listopada, jako wspomnienie św. Sylwestra, biskupa z Chalon-sur-Saône,
- 26 listopada, jako wspomnienie św. Sylwestra Gozzoliniego, opata
- 31 grudnia, jako wspomnienie papieża Sylwestra I.

## Odpowiedniki w innych językach
- łacina – Silvester
- język angielski – Sylvester
- język czeski – Silvestr
- język estoński – Silver
- język francuski – Silvestre, Sylvestre
- język hiszpański – Silvestre
- język niemiecki – Silvester
- ros. Сильвестр (Silwiestr)
- serb. Силвестер (Silwester)
- język słowacki – Silvester
- język węgierski – Szilveszter
- język włoski – Silvestro

## Niektóre znane osoby noszące imię Sylwester
- Sylwester I – papież, święty
- Sylwester II – papież
- Sylwester III – papież
- Sylwester IV – antypapież
- Silvester Belt – litewski piosenkarz
- Pierre Charles Silvestre de Villeneuve, francuski wiceadmirał, dowódca francusko-hiszpańskiej floty w bitwie pod Trafalgarem
- Silvestre Varela, portugalski piłkarz
- Silvestre Vélez de Escalante, franciszkański misjonarz i badacz
- Silvestro Lega, włoski malarz
- Stanisław Sylwester Szarzyński, polski kompozytor barokowy
- Sylvester Stallone, amerykański aktor, reżyser, producent filmowy i scenarzysta
- Sylwester, prawosławny biskup mohylewski
- Sylwester, prawosławny biskup montrealski
- Sylwester, prawosławny biskup kruticki
- Sylwester Bednarek – lekkoatleta, skoczek wzwyż
- Sylwester Braun, fotograf okresu II wojny światowej
- Sylwester Chęciński, polski scenarzysta i reżyser filmowy
- Sylwester Czereszewski, polski piłkarz
- Sylwester Gaweł, polski judoka
- Sylwester Gozzolini, opat
- Sylwester Gruszka, polski dyplomata i urzędnik konsularny
- Sylwester Kaliski, generał dywizji LWP, inżynier
- Sylwester Kossów, ruski duchowny prawosławny, metropolita kijowski
- Sylwester Kwiecień, polski samorządowiec, były prezydent Starachowic
- Sylwester Latkowski, polski reżyser filmów dokumentalnych
- Sylwester Marek, polski geolog
- Sylwester Pajzderski, polski architekt, architekt miejski Kalisza w latach jego odbudowy po zburzeniu miasta w 1914
- Sylwester Porowski, polski fizyk
- Sylwester Przedwojewski, polski aktor teatralny i filmowy
- Sylwester Szmyd, polski kolarz szosowy
- Sylwester Szpilowski, polski architekt klasyczny
- Sylwester Wilczek, polski hokeista, olimpijczyk
- Sylwester Wyłupski, polski piłkarz
- Sylwester Zych, polski duchowny katolicki

## Postacie fikcyjne o tym imieniu
- Sylwester, kot z kreskówki Zwariowane melodie oraz Sylwester i Tweety na tropie